# ニーハイ☆ラバー
「ニーハイ☆ラバー」は、日本の女性アイドルグループ、あかぎ団の楽曲。2011年2月1日にあかぎ団のインディーズ1枚目のシングルとしてOriental Recordsから発売された。

## 概要
あかぎ団の1stシングル「ニーハイ☆ラバー」は、普段は普通の女の子がニーハイソックスをはくと…アイドルに変身しちゃう!というテーマで作られた曲。
「ニーハイ☆ラバー」の企画でCD売上枚数が5,000枚に達しなかったため、「AKAGIDAN」に改名きっかけにもなった。